# Matúš Zajac
Matúš Zajac (* 1971) je slovenský fotograf, pedagog a kurátor. Studoval fotografii na FAMU v Praze (1996) a později se vrátil na Slovensko, kde získal své umělecké vzdělání na VŠVU v Bratislavě (2003). V jeho práci se vědomě kombinuje sociální dokument s vizuálními prvky. Je známý svými dlouhodobými sociokulturními projekty, v nichž zkoumá různé subkultury. Jeho expresivní vizuální jazyk umožňuje pozorovateli proniknout do vnitřního světa subjektů, které fotografuje. Kromě dokumentární práce se také zaměřoval na reportáže, portréty a reklamu. V minulosti fotografoval předsedy Národní rady Slovenské republiky  a pracoval pro časopisy Tchin Bumm, Im Berlin, AB40, Štýl , .týždeň , magazín dofoto. Spolupracoval také s vydavatelstvími PolyGram, Dumont a Kalligram. V současnosti spolupracuje s deníkem Štandard. Za svou editorskou práci v časopise .týždeň získal ocenění Best of Photojournalism, za eseje ziskal ocenění Czech Press Photo, Slovak Press Photo a Novinářskou cenu. Pořádal více než 200 samostatných výstav po celém světě. Učil na katedře žurnalistiky na Katolické univerzitě v Ružomberku, na Filozofické fakultě Univerzity Komenského v Bratislavě a na Fakultě masových médií na Panevropské univerzitě. V současnosti působí jako lektor fotografie na Soukromé škole uměleckého průmyslu animované tvorby v Bratislavě. Byl členem dokumentárních skupin Rovnými nohami a Phos Photos. Pravidelně vede workshopy dokumentární fotografie. Vydal pět fotografických knih: Podoby viery (2011), Mimo / OUT (2014) a Anton Srholec - Bezdomovec z povolania (2015), u které byl spoluautorem s Pištem Vandal Chrappem. Jeho čtvrtá kniha IN vyšla v roce 2020 a Distant Proximity 2024. V rozhovoru vyjádřil Zajac své obavy ohledně současné generace studentů a jejich nedostatečného zájmu o získávání znalostí z literatury a internetu. Věří, že by studenti měli brát svá studia vážně a plně se věnovat svému řemeslu. Také věří, že současná generace má nedostatečnou schopnost socializace a učení se od sebe navzájem, což bylo klíčovým prvkem jeho vlastního vzdělání. Studenty vyzývá, aby hledali díla fotografů a četli recenze od znalých uměleckých historiků. Věří, že tímto způsobem mohou studenti získat hlubší porozumění uměleckému oboru a rozšířit své znalosti nad rámec toho, co se učí v učebně.